# Dalteparina sódica
La dalterparina sódica es un medicamento anticoagulante que pertenece a una clase de fármacos conocidos como heparinas de bajo peso molecular (HBPM). Se utiliza en la prevención y el tratamiento de enfermedades tromboembólicas. También se utiliza para reducir el riesgo de infarto de miocardio en el caso de embolia pulmonar. Actúa potenciando el efecto de la antitrombina, la cual inhibe la formación de trombina y factor Xa. Generalmente se administra mediante inyección subcutánea.

## Características
La dalteparina es una sal sódica formada por una mezcla de polisacáridos procedentes de la heparina. Se obtiene por despolimerización con ácido nitroso de la heparina sin fraccionar. Tiene una estructura de 2-O-Sulfo-α-L-ácido dopironasurónico en el extremo de la cadena no reductora y una estructura de 2,5 anhidro-6-O-sulfo-D-manitol en el extremo de la cadena reductora. Su peso molecular medio es de 6000 Daltons. La relación media ente anti-factor Xa y antitrombina (anti IIa) es de 2,5.

## Usos Médicos

### Indicaciones
La nadroparina está indicada en la profilaxis de las enfermedades tromboembólicas, en particular tras una cirugía ortopédica y en determinados tipos de cirugía general. Este fármaco se prescribe también para el tratamiento de pacientes con trombosis venosa profunda. y para la prevención de la coagulación en casos de hemodiálisis extracorpórea.

### Vía de administración y dosis
La dalteparina se administra como una solución de sal sódica en suero fisiológico, aplicada en forma de inyección subcutánea, generalmente en la zona del abdomen. La dosis se expresa en términos de unidades de actividad antifactor Xa. La dosis más común es de 2500 UI.
Debido al riesgo de Trombocitopenia inducida por heparina (HIT), el número de plaquetas debe controlarse regularmente durante el tratamiento. Ocasionalmente, puede producirse trombocitopenia leve y temporal (tipo I) al comienzo del tratamiento con dalteparina, lo cual no produce generalmente complicaciones. En caso de trombocitopenia grave (tipo II), el tratamiento con nadroparina debe interrumpirse inmediatamente y tampoco se podrán utilizar otras heparinas para inhibir la coagulación de la sangre.

### Contraindicaciones
La dalteparina, al igual que otras heparinas de bajo peso molecular, no debe usarse en caso de hipersensibilidad al principio activo. Tampoco debe administrarse en pacientes con trastornos de coagulación, como la un recuento bajo de plaquetas (trombocitopenia o en caso de tendencia o riesgo de hemorragia.

## Farmacología

### Mecanismo de acción
Las heparinas de bajo peso molecular difieren en su efecto de la heparina estándar principalmente en el hecho de que inhiben predominantemente el factor Xa en la cascada de coagulación. Además, su vida media plasmática es más larga que el de la heparina sin fraccionar. En el caso de la dalteparina, esta es de aproximadamente 4 horas tras su administración.

### Farmacocinética
Los parámetros farmacocinéticos de la dalteparina sódica se miden en función de la actividad inhibidora del factor Xa de la coagulación. Tras la inyección por vía subcutánea, el fármaco alcanza el pico de concentración plasmática aproximadamente a las 3 horas. Su vida media plasmática es de aproximadamente 4 horas y su actividad de inhibición del Factor Xa se mantiene durante al menos 24 horas tras su administración. Su biodisponibilidad es de aproximadamente el 90%. La dalteparina se elimina principalmente por vía renal.